# Charga
Charga (arab. الخارجة, Al-Charidża) – miasto w Egipcie, ośrodek administracyjny muhafazy Nowa Dolina, położone w oazie Charga na Pustyni Libijskiej.

## Zabytki i miejsca warte zobaczenia w mieście i okolicy
- Świątynia Hibis – zbudowana w VI wieku p.n.e. w czasach panowania króla perskiego Dariusza I. Jest jedyną dużą zachowaną świątynią perską w Egipcie. Na murach świątyni w 1818 roku francuski naukowiec Frédéric Cailliaud pozostawił inskrypcję[1], w której twierdził, że był pierwszym Europejczykiem, który zobaczył tę świątynię.
- Nekropolia al-Bagawat – chrześcijański cmentarz złożony z wielu kopułowych grobów wykonanych z cegły mułowej.
- Muzeum Starożytności – eksponujące znaleziska z oazy Charga i Dachla.